# Sophia DeMuth
Sophia Marion DeMuth, nata Papst (Saint Joseph, 30 giugno 1866 – Ayr, 2 dicembre 1977), è stata una supercentenaria statunitense che si pensava avesse detenuto il titolo di decana dell'umanità dalla morte della giapponese Niwa Kawamoto, avvenuta il 16 novembre 1976, al suo stesso decesso. L'associazione di ricerca gerontologica LongeviQuest ha però permesso di stabilire che la statunitense Alice Coles, nata nel 1865 ossia un anno prima della DeMuth, sopravvisse a quest'ultima e fu, dunque, la reale persona più longeva al mondo per un periodo.

## Biografia
Sophia DeMuth nacque a Saint Joseph, nel Missouri, nel 1866. Successivamente si trasferì in California, dove per un periodo lavorò in una fabbrica di abbigliamento. Nel 1899 sposò il contadino e allevatore Oliver DeMuth; la coppia visse prima in South Dakota, poi in Illinois e, dal 1907, in una fattoria di Ayr, nel Nebraska, che fu costruita dal marito, il quale morì nel 1965 all'età di 101 anni. Sophia DeMuth e Oliver sono sepolti nel cimitero di Blue Valley, ad Ayr.
La coppia ebbe un figlio maschio e tre figlie femmine, una delle quali, Marie DeMuth-Fulkerson, ha raggiunto l'età di 108 anni.
Sophia DeMuth dichiarò di aver conosciuto il celebre criminale Jesse James, il quale viveva vicino a casa sua, a Saint Joseph. Ricordava anche il giorno in cui James fu ucciso a colpi di arma da fuoco nel 1882, quando la DeMuth aveva quasi 16 anni.
Sophia DeMuth morì il 2 dicembre 1977, all'età di 111 anni e 155 giorni; si pensava che la francese Marie-Virginie Duhem avesse, alla sua morte, ereditato il titolo di persona vivente più longeva al mondo. In realtà, stando ad accertamenti ad opera dell'associazione LongeviQuest ultimati nel settembre 2023, risulta che la statunitense Alice Coles, deceduta dopo le altre due donne, fosse certificatamente nata prima della DeMuth e della Duhem, dunque verosimilmente la persona vivente più longeva al mondo, dopo la morte di Niwa Kawamoto, fu proprio la Coles.